# 詹姆斯·哈羅德·杜立德
詹姆斯·哈罗德·杜立德上将（英語：James Harold "Jimmy" Doolittle，1896年12月14日—1993年9月27日），通称“杜立德”，昵称“吉米”（Jimmy），美国空军将领、杰出的特技飞行员和航空工程师，第二次世界大战中率编队首次空袭日本东京，史称杜立德空袭，杜立德因此次行动成为美国人心目中的英雄，他也因这次行动中的贡献获颁荣誉勋章。

## 人物生平

### 早年生活
杜立德1896年出生于加利福尼亚，他的父母是Frank Henry Doolittle和Rosa（Rose）Cerenah Shephard。幼年时杜立德即随父母迁居到阿拉斯加的诺姆。虽然身材矮小，他却自小喜爱拳击，曾获得太平洋沿岸最轻量级拳击冠军。
1910年，杜立德开始在洛杉矶上学。在这一年，他的学校参加在多明戈兹举办的的洛杉矶国际航空会议时，杜立德人生中第一次看到了飞机。他在从洛杉矶的手工艺术高中毕业后进入了洛杉矶城市学院，之后获得了加州大学伯克利分校的录取资格，在那里他在矿业学院学习。莱特兄弟发明飞机之后，杜立德疯狂地迷恋上了飞行，自行制作了一架飞机。

### 从军经历
1917年，他从加州大学伯克利分校休学，加入美国陆军航空兵部队。1918年，仅仅经过半年的时间，他就被晋升为教官。1922年9月4日，杜立德驾驶一架DH.4B型飞机，从佛罗里达飞到加利福尼亚，全程3,481公里，耗时21小时19分，成为首个完成一天内横跨美国本土的飞行员。同年，他从加州大学伯克利分校毕业、获得學士学位。
他赢得过施奈德锦标赛、本狄克斯航空竞赛和汤普森杯等航空赛事的冠军，此后，他担任美国军队新机型的试飞员之一，并在麻省理工学院获得了航空工程学博士学位。
1930年，他第一次退役，进入蜆殼石油工作。1933年4月，到中国进行飞行表演，并推销柯蒂斯-莱特公司的霍克II型戰鬥機。1934年，他提议将空军从陆军分离出来，成立单独的兵种，并促使蜆殼石油开始研发专用的航空燃料。
1940年，杜立德在第二次世界大战爆发的情况下重新入伍，负责指挥美国陆军航空队的轰炸机部队。1942年4月18日，他率领16架B-25轰炸机，从大黄蜂号航空母舰起飞，發動空襲東京（又稱杜立德空襲），使得珍珠港事件后美国低落的士气为之一振。空襲部隊回程時跳傘迫降浙江鄉郊，被農民救起，他自中国安全回国后，立即晉升准將，並由富兰克林·罗斯福总统授予「榮譽勳章」。之后，他又在北非登陆战役中和地中海战区指挥美军战斗机部队。1944年1月任驻英国的第八航空队司令，军衔升至中将。他到任后对进攻德国的轰炸机护航战术进行了重大变化：“我们战斗机的首要任务是在空中消灭敌机”，利用P-51戰鬥機的大航程與長續航時間，於轟炸前執行清場作戰，於數周內消滅大量德機，加速纳粹德国空军的崩溃。其后，他又参加过冲绳战役。

#### 二战后
1945年8月，日军投降，第二次世界大战结束，1946年5月，杜立德以中将军衔从美国陆军退役。1947年9月18日，他被转移到新成立的美国空军预备役司令部。他重新回到壳牌石油任副总裁，之后担任该公司董事。
1957年至1958年，他担任美国国家航空咨询委员会（NACA）主席。史普尼克1号和探险者1号在这期间发射升空。他是最后一个担任这一职位的人，因为NACA被美国国家航空航天局取代。杜利特尔被要求担任NASA的第一任局长，但他拒绝了。
1985年，美国国会和总统罗纳德·里根为表彰他的卓越功绩，授予他上将军衔。1989年，总统喬治·布希（老布什）授予他总统自由勋章。
1993年，杜立德在加利福尼亚州去世，下葬于阿灵顿国家公墓。葬礼举行时，一架B25轰炸机和来自美国第八航空队的数架轰炸机飞跃了上空以示纪念。。

## 相關作品
影視
- 決戰中途島
- 珍珠港

## 腳注
1. ↑  郭国荣. . 中国北京: 中国对外翻译出版公司. 1993-10: 787. ISBN 7-5001-0221-6 （中文（中国大陆））. 杜立德（美）飞行员、将军
2. 1 2 3  . www.af.mil.   [2019-08-11]. （原始内容存档于2021-05-03）.
3. 1 2 3  . Los Angeles Times. 1993-09-28  [2019-08-11]. （原始内容存档于2021-03-08） （美国英语）.
4. ↑  . 澎湃新聞-轉自信息日报 (江西日报报业集团). 2018-11-08  [2021-02-09]. （原始内容存档于2021-02-09）.
5. ↑  . 新华网. 2017-11-09  [2021-02-09]. （原始内容存档于2021-02-09）.
6. ↑  王慶偉. . 聖荷西: 世界新聞網. 2009-12-11.[永久]
7. ↑  Magazine, Smithsonian. . Smithsonian Magazine.   [2022-04-04]. （原始内容存档于2022-07-13） （英语）.
8. ↑  T. Rees Shapiro. . The Washington Post. 2011-01-13 （英语）.